# USS Germantown (LSD-42)
El USS Germantown (LSD-42) es un LSD (landing ship dock) de la clase Whidbey Island de la Armada de los Estados Unidos.

## Construcción
Fue colocada la quilla en 1982; fue botado el casco en 1984; y fue asignado en 1986. Su constructor fue el Lockheed Shipbuilding Corporation de Seattle (Washington).

## Servicio
El USS Germantown fue asignado en 1986 en su apostadero, la base naval de San Diego, California. El buque participó de las Operaciones Desert Shield y Desert Storm en 1991. Posteriormente en 1992 fue asignado en la base naval de Sasebo, Japón.
En 2004 integró el grupo expedicionario del USS Peleliu prestando apoyo a la guerra global contra el terrorismo y la Operación Iraqi Freedom.